# Knockaround Guys
Knockaround Guys är en amerikansk långfilm från 2001 i regi av Brian Koppelman och David Levien, med Barry Pepper, Andy Davoli, Seth Green och Vin Diesel i rollerna.

## Rollista
| Barry Pepper         | – Matty Demaret      |
| Andy Davoli          | – Chris Scarpa       |
| Seth Green           | – Johnny Marbles     |
| Vin Diesel           | – Taylor Reese       |
| John Malkovich       | – Teddy Deserve      |
| Arthur J. Nascarella | – Billy Clueless     |
| Tom Noonan           | – Sheriff Decker     |
| Nicholas Pasco       | – Freddy the Watch   |
| Shawn Doyle          | – Deputy Ward        |
| Kevin Gage           | – Brucker            |
| Dennis Hopper        | – Benny Chains       |
| Andrew Francis       | – Matty at 13        |
| John Liddle          | – Heslep the Barkeep |
| Kris Lemche          | – Decker             |
| Dov Tiefenbach       | – Teeze              |